# (31799) 1999 LN23
1999 LN23 (asteroide 31799) é um asteroide da cintura principal. Possui uma excentricidade de 0.11833280 e uma inclinação de 11.95170º.
Este asteroide foi descoberto no dia 9 de junho de 1999 por LINEAR em Socorro.